# Alchemilla tytthantha
Alchemilla tytthantha é uma espécie de rosácea do gênero Alchemilla, pertencente à família Rosaceae.